# (145709) Rocknowar
(145709) Rocknowar est un astéroïde de la ceinture principale.

## Description
(145709) Rocknowar est un astéroïde de la ceinture principale. Il fut découvert le 28 septembre 1981 à l'observatoire de Siding Spring par Ermes Colombini. Il présente une orbite caractérisée par un demi-grand axe de 2,56 UA, une excentricité de 0,21 et une inclinaison de 13,0° par rapport à l'écliptique.

## Compléments